# Феогнид (один из Тридцати тиранов)
Феогнид (др.-греч. Θέογνις; умер после 403 года до н. э.) — древнегреческий политический деятель, один из Тридцати тиранов, правивших Афинами в 404—403 годах до н. э.

## Биография
Феогнид упоминается в источниках в связи с событиями 404 года до н. э. Он стал членом коллегии Тридцати (позже её членов стали называть «Тридцатью тиранами»), к которой перешла власть над Афинами после поражения в Пелопоннесской войне. Известно, что Феогнид принадлежал к той трети членов совета, которая была назначена гетериями. Лисий в одной из своих речей говорит, что Феогнид и его коллега Писон использовали своё положение, чтобы грабить метэков. О дальнейшей судьбе этого политика точных сведений нет. При этом античные авторы сообщают, что большинство «тиранов» после поражения в гражданской войне бежало в Элевсин (403 год до н. э.), и позже одни предстали перед судом, другие были убиты, а третьи нашли убежище в других регионах Греции.
Авторы схолиев к Аристофану и византийского словаря «Суда» отождествляют тирана Феогнида с трагиком того же имени, над которым Аристофан насмехается в комедиях «Ахарняне» и «Женщины на празднике Фесмофорий».